# Maria Wittek
Maria Wittek (nom de guerre : Mira), née le 16 août 1899 à Gostynin et morte le 19 avril 1997 à Varsovie, est une militaire et résistante polonaise. Elle sert dans l'armée polonaise dès ses 18 ans et la création de la Deuxième république polonaise jusqu'à sa mise à pied en 1949 sous contrainte de la République Populaire de Pologne. Elle passe par les rangs de major jusqu'à générale de brigade en 1991.
Durant ses services, elle est principalement active dans le renseignement en périodes de conflits et dans la formation de femmes pour le service militaire en périodes de paix.
Elle est active durant la guerre soviéto-polonaise ainsi que la Seconde Guerre mondiale.

## Biographie

### Premières années
Maria Stanisława Wittek nait le 16 août 1899 dans la ville de Gostynin qui appartient à la voïvodie de Mazovie dans le royaume du Congrès sous domination de l'Empire russe. Elle appartient à une famille de militants socialistes, son père Stanisaw Wittek est membre du Parti socialiste polonaise et est plusieurs fois menacé d'arrestation durant la Grande Guerre — notamment pour sa participation à la révolution russe de 1905. Cette situation contraint sa famille à s'exiler en Ukraine et rejoindre Kiev où de nombreux polonais se trouvent déjà. Elle fait ses études à l'université de Kiev entrant dans le département des mathématiques. Elle fait également partie des scouts afin de participer activement à l'indépendance de la Pologne.

### Durant la Grande Guerre
Bien qu'à l'écart du premier conflit mondial, la révolution russe de 1917 et l'effondrement de l'empire russe changent la donne : Kiev est occupée un temps par les allemands avant qu'ils ne la quittent au moment où les combats opposent désormais soviétiques, nationalistes ukrainiens et « blancs ». Cette année, elle obtient son diplôme à l'université de Kiev.
Par la suite, son expérience dans les scouts polonais l'entrainent très rapidement à rejoindre l'Organisation militaire polonaise (en polonais : Polskiej Organizacji Wojskowej) alors qu'elle a à peine 18 ans. La POW accompagne l'armée polonaise et est subordonné à l'état-major général et aux services de renseignement.
Durant les années 1918 et 1919, elle est toujours à Kiev et évolue dans le renseignement. Elle devient cheffe du département militaire local, recueillant des informations sur les combats en Ukraine. Durant cette période, Wittek est activement recherché par la Tchéka, ce qui conduit à son départ pour la Pologne. 
Les renseignements qu'elle récolte, participent à faciliter l'expédition polonaise de Kiev durant la Guerre soviéto-polonaise. En août 1920, elle participe à la défense de Lwów contre les forces soviétiques. Elle est promue major en 1922. 

### Entre-deux-guerres
À partir de 1928, elle devient commandante en chef de l'Organisation militaire féminine (pl) (en polonais : Przysposobienia Wojskowego Kobiet) qui est chargé de la formation de femmes pour le service de l'arrière (infirmerie, propagande, etc.). La PWK regroupe plusieurs associations et sous Wittek forme plus d'une centaine de milliers de femmes qui seront mobilisés durant la Seconde Guerre mondiale puis en clandestinité durant l'occupation,. 

### Seconde Guerre mondiale et Résistance
En septembre 1939, elle est promue colonel. Elle participe de nouveau à la défense de Lwów. Après la défaite de la Pologne, elle rejoint le mouvement de résistance Service pour la Victoire polonaise (en) (en polonais : Służby Zwycięstwu Polski). Tout au long de la guerre, elle sert dans l'Armia Krajowa (« Armée de l'Intérieur ») et sert encore une fois dans le renseignement. Elle a pour mission d'organiser des réseaux de communication entre les différentes sections locales mais aussi de permettre la continuation de la PWK dans la clandestinité.
Elle sert également dans les formations uniquement féminines créées en 1940 et 1941 - elles sont principalement reléguées à des missions de restauration, hospitalières, administratives et de logistique même si vers la fin de la guerre elles rejoignent les armées régulières et territoriales . Wittek est présente lors du soulèvement de Varsovie où elle s'illustre par son courage. Après l'échec de cette insurrection, elle accompagne la population civile hors de la capitale vers Częstochowa.

### Après-guerre

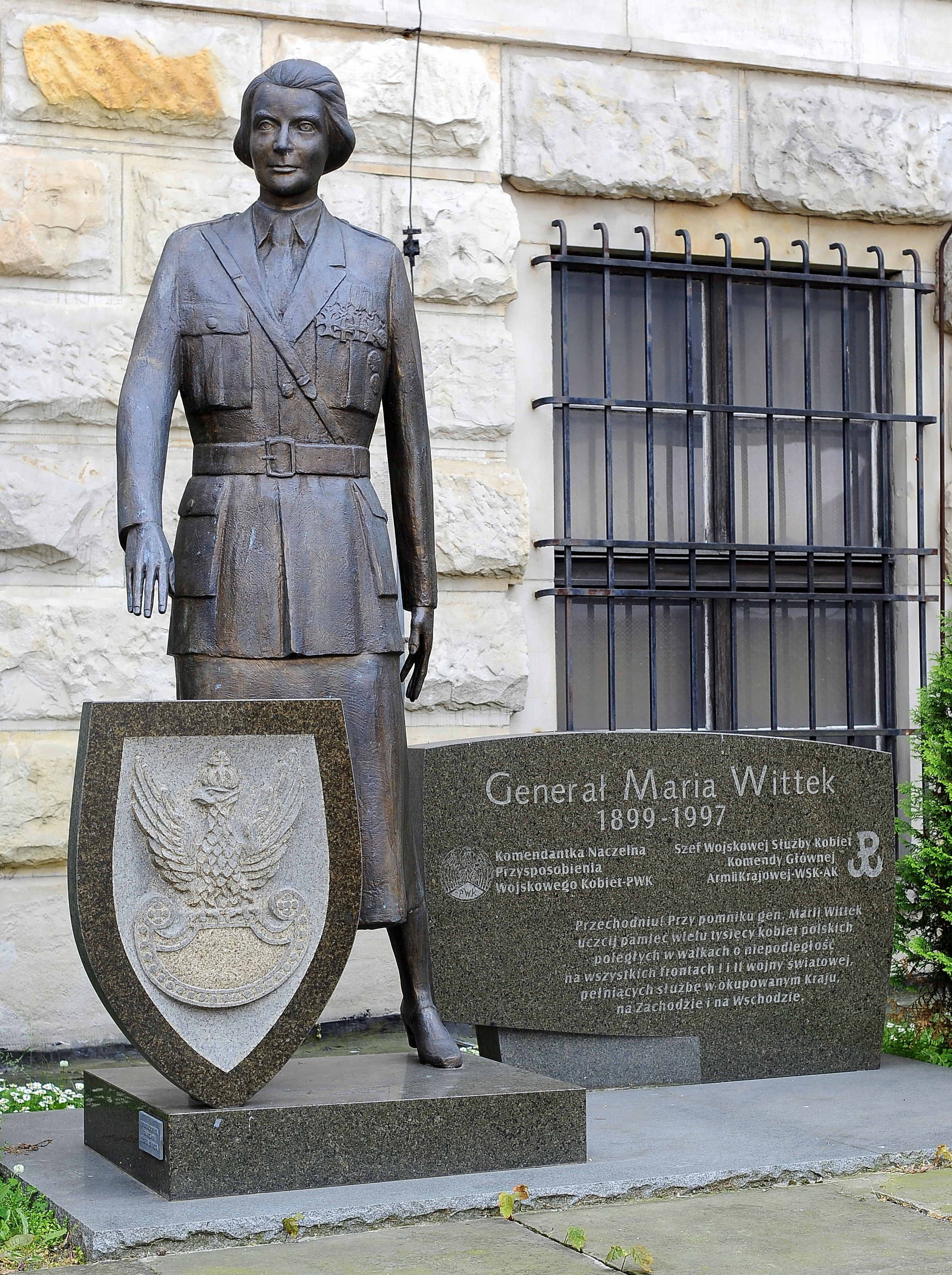
Statue en l'honneur de Maria Wittek devant le Musée de l'Armée polonaise à Varsovie.

Après la guerre, elle continue pendant un temps à former des femmes au service militaire mais face à une répression contre les soldats et les résistants par la nouvelle République populaire de Pologne, elle est arrêtée en 1949. Bien que libérée six mois après, elle est interdite de retrouver son poste dans l'armée. Elle n'occupe plus de fonction majeure et vit sa vie modestement dans les décennies suivantes - occupant des emplois dans des kiosques ou la radio. Elle participe aux commémorations des 70 ans de l'indépendance en 1988.
À l’avènement de la Troisième République de Pologne, ses actions sont reconnues et le 3 mai 1991 elle est nommée générale de brigade par le président Lech Wałęsa.

### Mort et hommage
Elle meurt le 19 avril 1997 dans son appartement du couvent des Ursulines à Varsovie. Elle est enterrée au cimetière militaire de Powazki.
Aux dix ans de sa mort, un monument créé par le sculpteur Jan Bohdan Chmielewski et financé par la générale Elżbieta Zawacka est inauguré le 19 avril 2007 au Musée de l'Armée polonaise à Varsovie.

## Distinctions
- Deux croix d'argent de l'Ordre militaire de Virtuti Militari (1922 ; 1945)[1],[3].
- Croix de l'Indépendance avec épées.
- Croix de la Valeur.
- Croix de l’Insurrection de Varsovie (1981).